# آمنات روئنرونگ
آمنات روئنرونگ (تایلندی: อำนาจ รื่นเริง؛ زادهٔ ۱۸ دسامبر ۱۹۷۹) بوکسور اهل تایلند است.